# El Recordador
El recordador es una película documental de Argentina filmada en colores dirigida por Ariel Guntern sobre su propio guion escrito en colaboración con Matias De Stefano y Guido Tomio que se estrenó el 16 de diciembre de 2019.

## Sinopsis
Matías De Stefano, un niño índigo nacido en Venado Tuerto, Argentina en 1987 que dice tener la capacidad de recordar lo que ha hecho antes de su nacimiento y, también, entender de una manera simple cómo funciona el Universo es el protagonista de este filme.

## Comentarios
Diego Curubeto en Ámbito Financiero opinó:

”Esta película es de no creer. Parte de la base de que el narrador único, y protagonista absoluto, Matías De Stefano, es un joven con el don de recordar todas sus vidas pasadas y, por lo tanto, toda la historia de la humanidad ya desde los tiempos de la Atlántida….recordar a sus anchas cosas impregnadas de mística new age, como que en el comienzo el universo era una red de conciencia y de ecos energéticos y otras afirmaciones por el estilo, dichas sin más evidencia que la presencia carismática de De Stefano, pichón de gurú.Claro, el largo e interminable monólogo del protagonista no ayuda mucho a creer lo que asevera, e inclusive resulta un tanto cansador, pero a favor de este film se puede decir que las distintas locaciones están bien fotografiadas y no dejan de tener siempre algún atractivo .” 